# Beauty Killer
Beauty Killer — дебютный альбом американского поп-певца Джеффри Стара, выпущенный 22 сентября 2009 года лейблом Popsicle Records. Диск дебютировал под номером 122 в чарте Billboard 200 и под номером 7 в Top Electronic Albums.

## Стиль, отзывы критиков
Пембертон Роуч, критик сайта Allmusic.com, поставил альбому три балла из пяти. По его словам, для Джеффри Стара было вполне логично попробовать себя в качестве певца, чтобы привлечь к своей персоне ещё больше внимания. В музыкальном плане Роуч счёл альбом «весёлой, лишённой излишеств танцевальной поп-записью», наполненной битами в стиле хаус. Тексты песен, по мнению критика, призваны довести до абсурда наиболее китчевые стороны поп-культуры и порой содержат вызывающий сексуальный смысл.

## Список композиций

### Стандартное издание
1. Get Away With Murder
2. Prisoner
3. Louis Vuitton Body Bag (feat. Matt Skiba)
4. Beauty Killer
5. Electric Sugar Pop
6. Love Rhymes With Fuck You
7. Bitch, Please!
8. Lollipop Luxury (feat. Nicki Minaj)
9. Get Physical
10. Fame & Riches, Rehab Bitches (feat. Breathe Carolina)
11. Fresh Meat
12. Queen Of The Club Scene

### Бонус-треки
1. Gorgeous
2. Party Crusher
3. God Hates Your Outfit

## Позиции в чартах
| Чарты (2009)                               | Наивысшая позиция |
| ------------------------------------------ | ----------------- |
| U.S. Billboard 200                         | 122               |
| U.S. Billboard Top Heatseekers             | 2                 |
| U.S. Billboard Top Dance/Electronic Albums | 7                 |
| U.S. Billboard Independent Albums          | 22                |

## История издания
| Страна         | Дата             | Лейбл            | Формат                |
| -------------- | ---------------- | ---------------- | --------------------- |
| США            | 22 сентября 2009 | Popsicle Records | CD, цифровая загрузка |
| Великобритания | Октябрь 2009     | Popsicle Records | Цифровая загрузка     |
| Австралия      | Октябрь 2009     | Popsicle Records | Цифровая загрузка     |
| Азия           | Октябрь 2009     | Popsicle Records | Цифровая загрузка     |

## Участники записи
- Jeffree Star — вокал

Приглашённые музыканты
- Breathe Carolina — вокал
- Nural|Kyle Castellani — вокал
- Sarah Hudson — вокал
- Nicki Minaj — вокал
- Oh, Hush! — вокал
- Matt Skiba — вокал
- Simon Wilcox — вокал